# شيروود فرايز
شيروود فرايز (بالإنجليزية: Sherwood Fries)‏ هو لاعب كرة قدم أمريكية أمريكي، ولد في 24 نوفمبر 1920 في لوس أنجلوس في الولايات المتحدة، وتوفي في 9 ديسمبر 1986.